# 阿富汗副鰍
阿富汗副鰍（學名：Paracobitis boutanensis），為輻鰭魚綱鯉形目條鰍科副鰍屬的其中一種。分布於亞洲阿富汗赫爾曼淡水流域，體長可達13.1公分，棲息在河川底層水域，生活習性不明。

## 扩展阅读
維基物種上的相關：阿富汗副鰍